# Arado Ar 65
L'Arado Ar 65 era un monomotore da caccia biplano prodotto dall'azienda tedesca Arado Flugzeugwerke GmbH negli anni trenta.
Considerato il primo vero caccia della neofondata Luftwaffe, aveva grandi similitudini con il precedente pari ruolo Ar 64, differente per l'adozione di un motore radiale, e venne utilizzato, oltre che dall'aeronautica militare tedesca anche dalla bulgara Vazhdushnite na Negovo Velichestvo Voiski nel periodo interbellico.

## Storia del progetto
Il progetto dell'Ar 65 si deve all'evoluzione del precedente caccia Ar 64 sviluppato nel 1930. Il nuovo modello, costruito nello stabilimento di Warnemünde e portato in volo per la prima volta nel 1931, differiva essenzialmente per l'adozione di un motore V12 in sostituzione del radiale adottato dall'Ar 64.
Ne vennero realizzati 6 diversi prototipi che differivano in alcuni particolari, due dei quali, le versioni d ed f, avviati alla produzione in serie nel 1933.
La realizzazione dei velivoli avvenne in maniera non continuativa fino alla sua interruzione nel 1936 dopo aver prodotto un totale di 85 velivoli dei quali 36 realizzati negli stabilimenti della AGO Flugzeugwerke GmbH.

## Impiego operativo

### Germania
Le consegne ai reparti dell'Ar 65d iniziarono nel 1933 ed i primi esemplari andarono a ricoprire ruoli operativi, accanto all'Ar 64, nei due gruppi di caccia Fliegergruppe Döberitz e Fliegergruppe Damm.
Nel 1935, solo dopo due anni, l'Ar 65 venne tolto da incarichi di prima linea ed assegnato, come aereo da addestramento, alla DVS Jagdfliegerschule presso Schleißheim.
All'inizio della seconda guerra mondiale, sono stati utilizzati dalle scuole di volo della Luftwaffe A/B schule a Olmutz, Prostnitz e Plzeň. Tra il 1942 ed il 1943 vennero inoltre utilizzati come aerei da traino dai Erganzungs-Schleppgruppen 1 e 2 per trainare gli alianti da trasporto tattico DFS 230 trasportando truppe nel ponte aereo del fiume Kuban' nell'ambito delle operazioni della campagna del Mar Nero.

### Bulgaria
Nel 1937 vennero presentati all'alleato Regno di Bulgaria, una delle potenze secondarie dell'Asse, che ne acquisì 12 esemplari per i reparti da addestramento della sua aeronautica militare, la Vazhdushnite na Negovo Velichestvo Voiski.

## Versioni
Ar 65a
prototipo motorizzato con il BMW VI 7,3 12 cilindri a V di 90° raffreddato a liquido da 750 PS. venne portato in volo per la prima volta nel 1931.
Ar 65b
prototipo, simile al 65a ma con differenze strutturali minori.
Ar 65c
prototipo, simile al 65b ma con differenze strutturali minori.
Ar 65d
modello di produzione di serie.
Ar 65e
versione simile al 65d dalla quale venne rimosso lo scompartimento bombe verticale da sei SC 10 da 10 kg.
Ar 65f
modello definitivo di produzione di serie, simile al 65e.

## Utilizzatori
Bulgaria
- Vazhdushnite na Negovo Velichestvo Voiski

 Germania
- Luftwaffe
  - Luftpolizei